# Nhạc rock Đài Loan

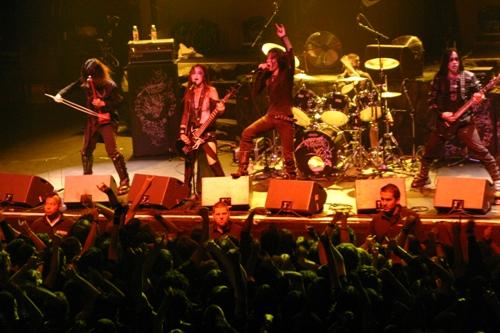
Ban nhạc ChthoniC

Nhạc rock tại Đài Loan phát triển riêng biệt với đối tác ở Trung Quốc đại lục, mặc dù có một số sinh lợi chéo diễn ra một cách tự nhiên, và các nghệ sĩ nhạc rock Đài Loan như Ngũ Bách và ban nhạc Ngũ Nguyệt Thiên biểu diễn thường xuyên tại đại lục (mặc dù có khó khăn về thị thực cho các nghệ sĩ đại lục đến thăm Đài Loan đã kém thường xuyên hơn), làng nhạc rock Đài Loan khá khác biệt trong về đặc điểm so với thể loại nhạc này của Trung Quốc đại lục.
Làng nhạc rock Đài Loan được nuôi dưỡng bởi các liên hoan âm nhạc được tổ chức thường xuyên, tiểu biểu là Spring Scream thường niên, Ho-Hai-Yan và các liên hoan âm nhạc Formoz.
Những nghệ sĩ nhạc rock Đài Loan có tên tuổi bao gồm:
- 1976
- Hắc Danh Đan Công Tác Thất
- Trương Chấn Nhạc
- Anh Đào Bang
- Thiểm Linh Nhạc Đoàn
- Đông Thành Vệ
- F.I.R. (Phi Nhi Nhạc Đoàn)
- Trạc Thủy Khê Công Xã
- Động Lực Hoả Xa
- Lục Dực Thiên Sứ
- Tín Nhạc Đoàn
- Sodagreen
- Sugar Plum Ferry
- Ngũ Bách
- Mayday
- Y2J (Shenmu yu Tong)